# تیم ملی فوتبال زنان زامبیا
تیم ملی فوتبال زنان زامبیا نمایندهٔ فوتبال کشور زامبیا در ردهٔ زنان است که تحت نظارت فدراسیون فوتبال زامبیا قرار دارد.
این تیم در جام ملت‌های زنان آفریقا در سال ۲۰۲۲ به مقام سومی رسید و برای اولین بار به جام جهانی فوتبال زنان ۲۰۲۳ صعود کرد.